# Szeged
Szeged ([ˈsɛɡɛd] ; en serbe : Сегедин, Segedin ; en roumain : Seghedin) est une ville du Sud de la Hongrie, située au confluent de la Tisza et du Maros, à la frontière de la Roumanie et de la Serbie. Siège du comitat du Csongrád-Csanád, elle a le statut de ville de droit comital. Ses 160 766 habitants (en 2019) sont les szegedi, -ek. En 2006, elle a reçu le Prix de l'Europe du Conseil de l'Europe.

## Données physiques

### Topographie et hydrographie
Szeged se situe dans le Sud de la Hongrie et de la Grande plaine hongroise, dans le cours inférieur de la Tisza, qui se jette près de 120 km au sud de Szeged dans le Danube, en Voïvodine serbe. Le Maros se jette dans la Tisza à la sortie orientale de la ville.
Deux grands lacs et une quinzaine de petits lacs sont situés dans les limites de la ville. Les deux plus grands (le lac de soude Fehér-tó et Sándorfalvi halastó) se situent au nord de la ville. Quelques-uns des petits lacs sont d'origine artificielle et sont utilisés, notamment, pour la pratique du canoë.

### Climat
Le climat est de type continental modéré, avec de faibles précipitations, des étés chauds et des hivers froids. Janvier est le mois le plus froid (moyenne : −1 °C), août le mois le plus chaud (31,3 °C). La région entourant Szeged est la plus ensoleillée de Hongrie, avec environ 2 100 heures d'ensoleillement chaque année.

## Histoire

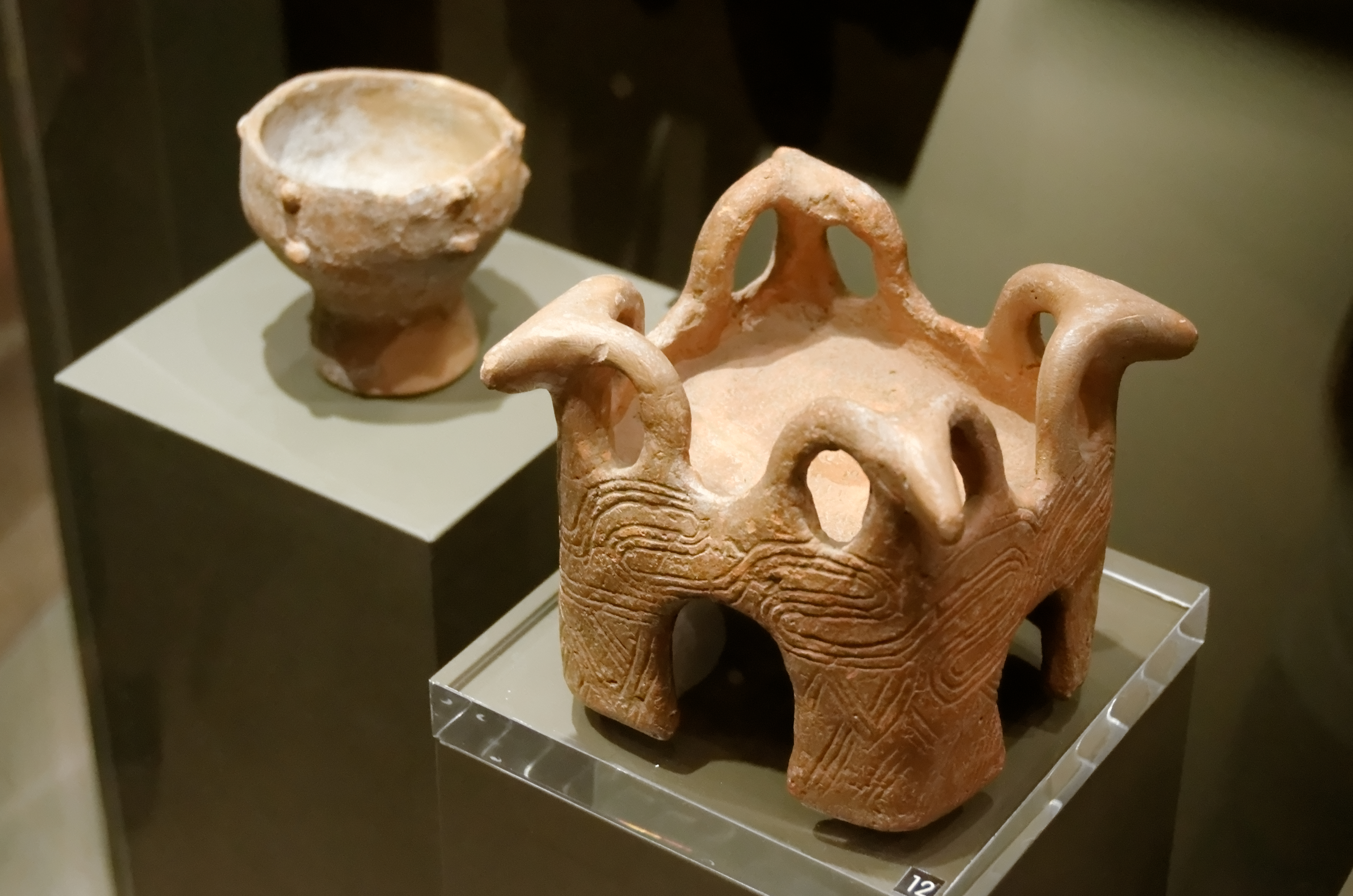
Autel sacrificiel du néolithique orné de têtes de bélier. Découvert à Szeged. Musée national hongrois.

Szeged a été fondée par les Romains et portait initialement le nom de Partiscum. Si l'on se base sur les résultats de fouilles, le roi des Huns Attila aurait installé une base militaire sur ce site. Sa situation géographique privilégiée explique une présence humaine remontant à plusieurs millénaires.
Du temps de la Rome antique, le sel, l'or et le bois empruntaient les voies fluviales et terrestres qui traversaient la ville actuelle. Les Hongrois se sont établis ici à partir du Xe siècle. Les premières données fiables ayant trait à la ville remontent à l'an 1183, faisant de Szeged (Ciggedin) le centre du transport de sel en Hongrie. Szeged fut réduite en cendres à la suite des invasions mongoles en 1241, puis reconstruite et dotée de fortifications. Szeged devient un central commercial dès le XIIIe siècle, notamment grâce au rôle joué par la production de sel.
Le roi Béla IV fait de Szeged une ville en 1247. Elle devient ville royale en 1498. Les Turcs s'en emparent et réduisent la ville en cendres en 1526 avant d'y établir une garnison et d'en faire le siège d'une province, le sandjak de Segedin. L'occupation turque dure jusqu'en 1686, quand la ville est reconquise par l'armée autrichienne. Depuis la fin de l'occupation ottomane jusqu'en 1918, la ville (nommée Szegedin avant 1867) fait partie de l'empire d'Autriche, dans la province de Hongrie en 1850 ; après le compromis de 1867, dans la Transleithanie, au Royaume de Hongrie. Szeged devient temporairement capitale du pays durant le combat de libération mené contre les Habsbourgs (1848–1849).

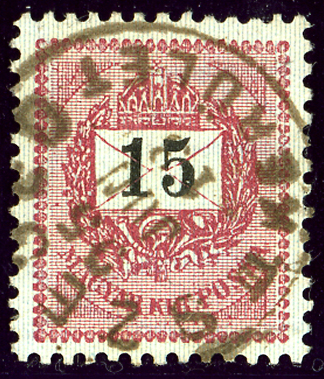
Szeged : timbre de la poste royale hongroise, et oblitération, de 1895.

Des crues catastrophiques détruisent 95 % de la ville en 1879. Seules 300 des quelque 6 000 maisons demeurent debout. Une aide internationale va alors se porter sur la ville pour la reconstruire, selon des plans nouveaux, en cinq ans. Cela explique la structure des rues de la ville actuelle, dotée de voies transversales, de voies périphériques et de voies irradiantes. Les voies périphériques portent toujours à ce jour les noms des villes qui ont participé à la reconstruction. L'unité et l'image éclectique de la ville, les palais du centre-ville, les parcs et vastes places, Szeged possède le caractère d'une ville européenne moderne, dans un style très souvent Art nouveau ou néo-classique. Au tournant du siècle, des changements rapides interviennent dans plusieurs domaines. Le commerce et l'industrie se développent, de nouvelles écoles et institutions sont créées.

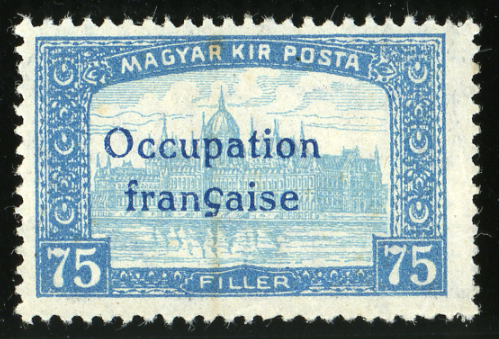
Timbre hongrois surchargé Occupation française en 1919.

Pendant la guerre civile de 1919 entre d'une part la République communiste de Budapest de Béla Kun et d'autre part la coalition antibolchévique réunissant les conservateurs hongrois Gyula Peidl et Miklós Horthy assistés par les troupes roumaines, tchécoslovaques, serbes et françaises, Szeged, où se trouvait l'état-major français, fut la capitale de la Hongrie anticommuniste.

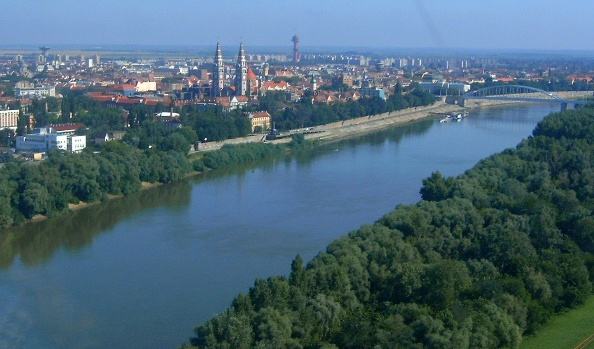
Szeged et la Tisza.

Une fois la paix rétablie et le gouvernement revenu à Budapest, Szeged accueille en 1921 une partie de l'université François-Joseph de Kolozsvár (devenue Cluj en Roumanie ; une autre partie reste dans cette ville). Le siège épiscopal de Temesvár (devenue Timişoara en Roumanie) suit en 1923 ; un nouveau diocèse le remplace dans cette ville. En 1928 c'est le tour de l'École pédagogique de Pest de s'installer à Szeged. La construction de la cathédrale, commencée en 1913, et interrompue par la Première Guerre mondiale, s'achève en 1930.
Après la Seconde Guerre mondiale, qui se traduit ici par la destruction des ponts, la ville recommence de nouveau à se développer. De nombreux logements sont bâtis dans les années 1960, l'industrie agroalimentaire (production de salami, transformation du paprika, industrie de la conserve) devient la branche industrielle la plus importante de Szeged.
De nos jours, Szeged est un centre économique, culturel et scientifique. Elle compte parmi les cinq centres universitaires d'importance en Hongrie, grâce à la récente réunion sous le même toit des universités et grandes écoles ainsi que ses nombreux lycées aux différentes spécialisations. Le nombre d'élèves et d'étudiants est comparable à celui d'une ville hongroise de taille moyenne.
À côté du théâtre de plein air organisé en été, de ses foires et expositions internationales et de ses résultats obtenus en sport, Szeged est également réputée pour sa gastronomie.
En 2019, la ville annonce faire un don de 10 000 € pour la reconstruction de la Cathédrale Notre-Dame de Paris en grande partie détruite par un incendie le 15 avril 2019.

## Population

### Démographie
Recensements ou estimations de la population :
| 1870   | 1880   | 1890   | 1900   | 1910   |
| ------ | ------ | ------ | ------ | ------ |
| 56 901 | 59 143 | 68 924 | 82 803 | 96 063 |

| 1920    | 1930    | 1941    | 1949    | 1960    |
| ------- | ------- | ------- | ------- | ------- |
| 100 175 | 108 448 | 110 740 | 104 867 | 117 515 |

| 1970    | 1980    | 1990    | 2001    | 2011    |
| ------- | ------- | ------- | ------- | ------- |
| 140 235 | 164 437 | 169 930 | 165 588 | 170 285 |

| 2018    | 2019    | 2021    | 2023    | - |
| ------- | ------- | ------- | ------- | - |
| 161 122 | 160 766 | 159 074 | 158 829 | - |

### Minorités
En 2001, sur une population de 163 399 habitants, la ville comptait 93,5 % de Hongrois, 0,7 % de Tziganes, 0,6 % d'Allemands, 0,5 % de Serbes, 0,2 % de Roumains, 0,2 % de Slovaques, 0,1 % de Croates et 5,9 % d'autres nationalités.

## Équipements

### Éducation
Szeged compte 62 écoles maternelles, 32 écoles primaires/collèges, 18 lycées et une université. Les deux lycées les plus réputés (le Ságvári Endre Gyakorló Gimnázium et le  Szegedi Radnóti Miklós Kísérleti Gimnázium) figurent parmi les 15 meilleurs du pays. Szeged attire des milliers d'étudiants de toute la Hongrie, mais également du reste de l'Europe.

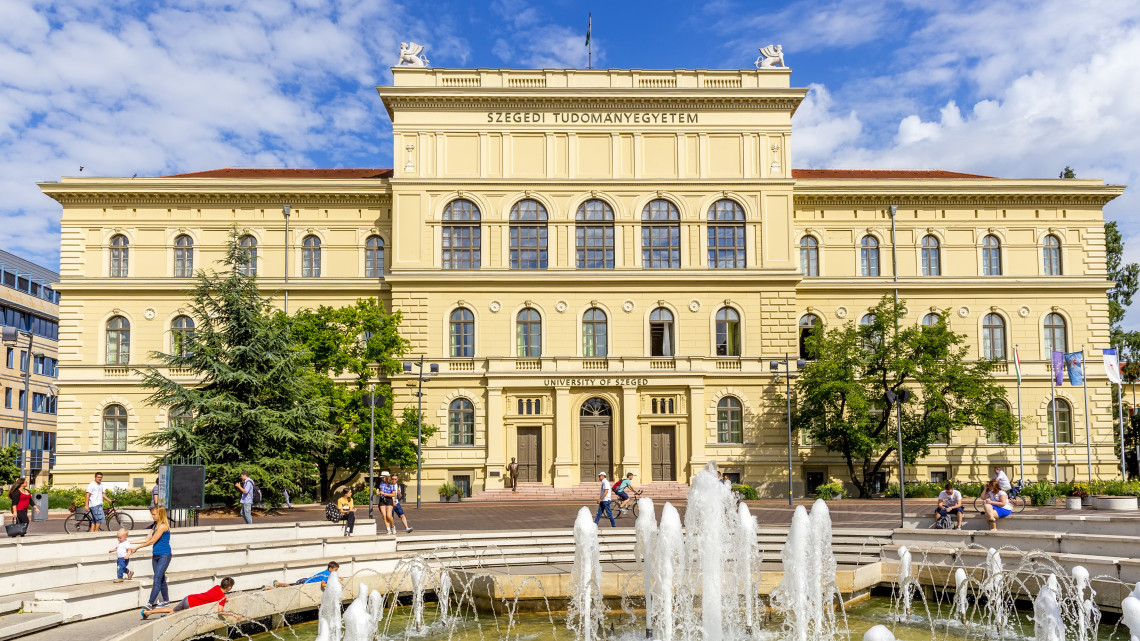
L'université de Szeged.

L'université de Szeged (en hongrois Szegedi Tudományegyetem) a été fondée à partir de la réunion des 3 établissements autrefois indépendants d'enseignement supérieur suivants :
- L'université Attila-József (en hongrois József Attila Tudományegyetem, en abrégé JATE)
- L'université de médicine « Albert Szent-Györgyi » (en hongrois Szent-Györgyi Albert Orvostudományi Egyetem, en abrégé SZOTE)
- L'établissement supérieur de pédagogie « Gyula Juhász » (en hongrois Juhász Gyula Tanárképző Főiskola).

En outre appartiennent à l'université l'Établissement supérieur d'industrie alimentaire de Szeged, l'Établissement supérieur d'agriculture de Szeged à Hódmezővásárhely ainsi que le Conservatoire.

### Vie culturelle

#### Musées et galeries d'art
Le principal musée de la ville est le musée Ferenc Móra, fondé par l'écrivain hongrois Ferenc Móra. Celui-ci abrite des expositions sur l'histoire ancienne de la région ainsi que des découvertes archéologiques de l'époque des Avars, mais aussi des expositions sur l'art illustré, les sciences, la pharmacie, l'art populaire dans le Comitat de Csongrád. Un peu plus loin se situe le Théâtre national de Szeged, dans Deák Ferenc utca, érigé en 1883 dans un style néobaroque. Szeged compte de nombreux autres monuments historiques, tels la Maison Déry où une exposition permanente présente des œuvres du graphiste János Kass.

#### Gastronomie
- Une spécialité culinaire de Szeged est le goulasch de Szeged. Il s'agit ici de goulasch fait à partir de viande de porc et de choucroute.
- D'autres produits de Szeged sont entre autres le salami Pick et le paprika de Szeged, qui confère aux plats hongrois leurs goûts caractéristiques. Ce piment est intensivement utilisé dans la soupe de poisson qui n'est produite qu'ici.

#### Évènements et festivals
De nombreuses manifestations culturelles ont lieu à Szeged et attirent des touristes : 
- Szeged, La fête du vin du 11 au 15 juin;
- Szeged, Théâtre de plein air du 4 juillet au 20 août, qui a comme particularité de proposer des représentations sur la Place du marché en face de l'imposante cathédrale et de la Tour Demetrius;
- Festival International de Théâtre Alternatif du 22 au 28 juillet – (Centre de l'organisation de théâtre alternatif) Thealter
- Université – Festival culturel d'automne (Université de Szeged, Bureau de la culture)

### Réseaux intra-urbains

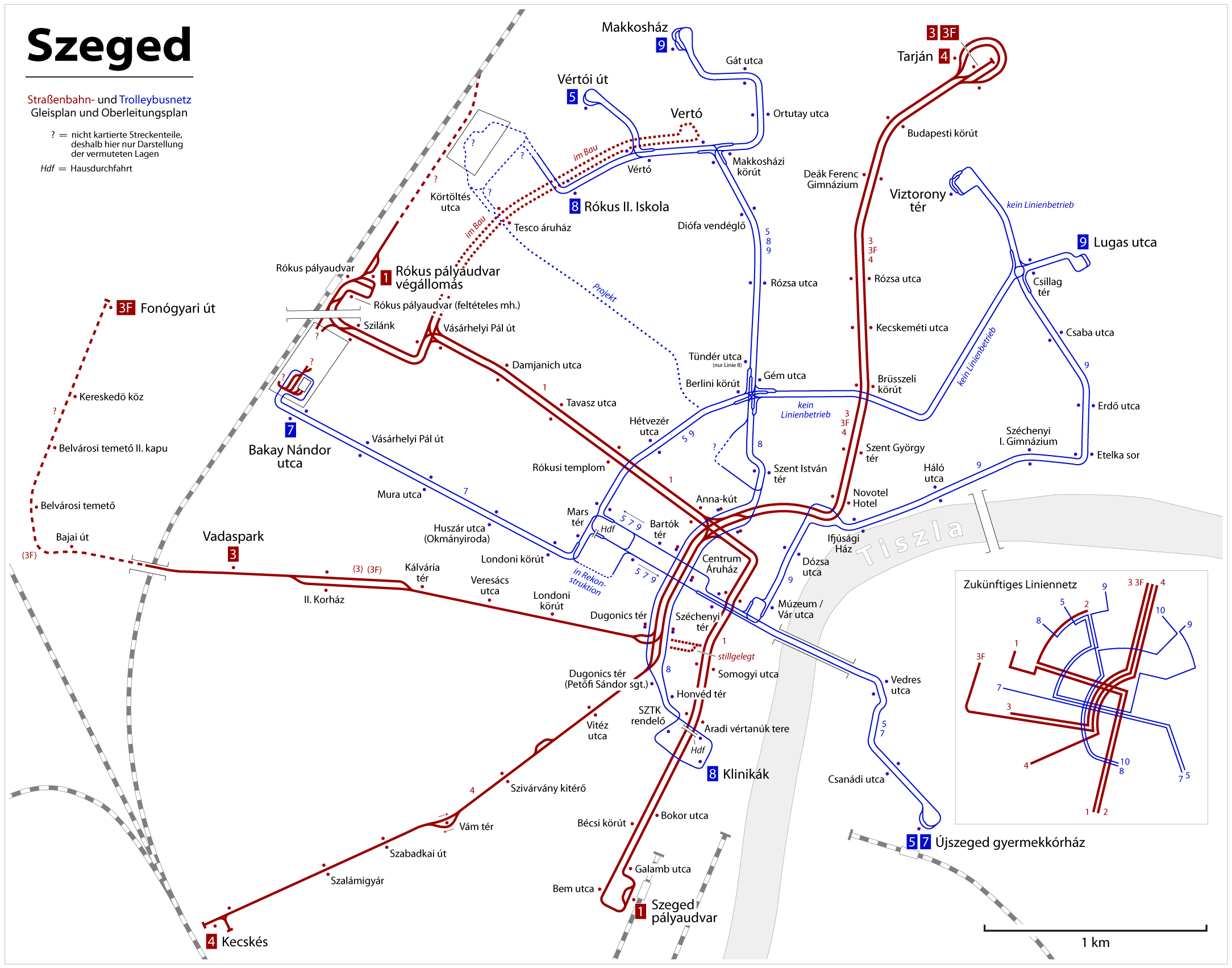

Les transports en commun sont assez développés pour une ville de cette taille. Des bus, trolleybus et tramways circulent. Les billets peuvent être achetés dans les bureaux de tabac, les bureaux de vente de titres et parfois dans certains commerces alimentaires. La plupart des véhicules circulent entre 04h00 et 23 heures.

#### Tramway
Le réseau de tramway de Szeged fonctionne tous les jours de 4 h à minuit.

### Réseaux extra-urbains

#### Gares ferroviaires
Une unique voie ferrée permet la desserte de Szeged sur la ligne de Budapest à la ville de Novi Sad (en hongrois Újvidék), capitale de la Voïvodine (Vajdaság), dans le nord de la Serbie, située à 120 km plus au sud. Depuis 1920 il n'existe plus de liaison ferroviaire avec la Roumanie voisine. Deux gares, Újszeged vá. et Rókus vá., viennent s'ajouter à la gare principale dans l'agglomération.

#### Gares routières
La ville dispose d'une gare routière à Mars tér (place de Mars).

## Économie

### Emplois et tissu économique
L'économie de Szeged est caractérisée principalement par l'industrie agroalimentaire. Les produits les plus importants sont exportés. Ils incluent le salami, le mondialement célèbre paprika de Szeged (doux ou épicé) ainsi que des conserves.
L'entreprise Pick est l'une des entreprises hongroises les plus dynamiques et connues à l'étranger. Elle est avant tout célèbre pour la production de salami. Elle représente l'une des entreprises les plus importantes de la région, étant donné que Pick soutient également la culture et le sport à Szeged même, comme le club de handball de Pick Szeged.
En décembre 2023, le constructeur automobile chinois BYD Auto annonce l'implantation d'un site de production d'automobiles électriques.

### Sièges d'entreprises
Ets Pick.

## Patrimoine urbain

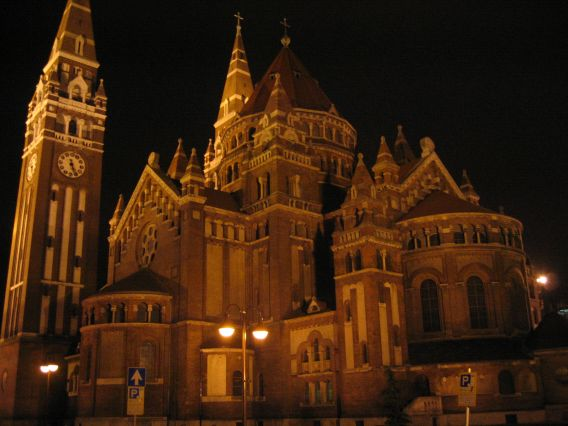
La cathédrale de Szeged de nuit.

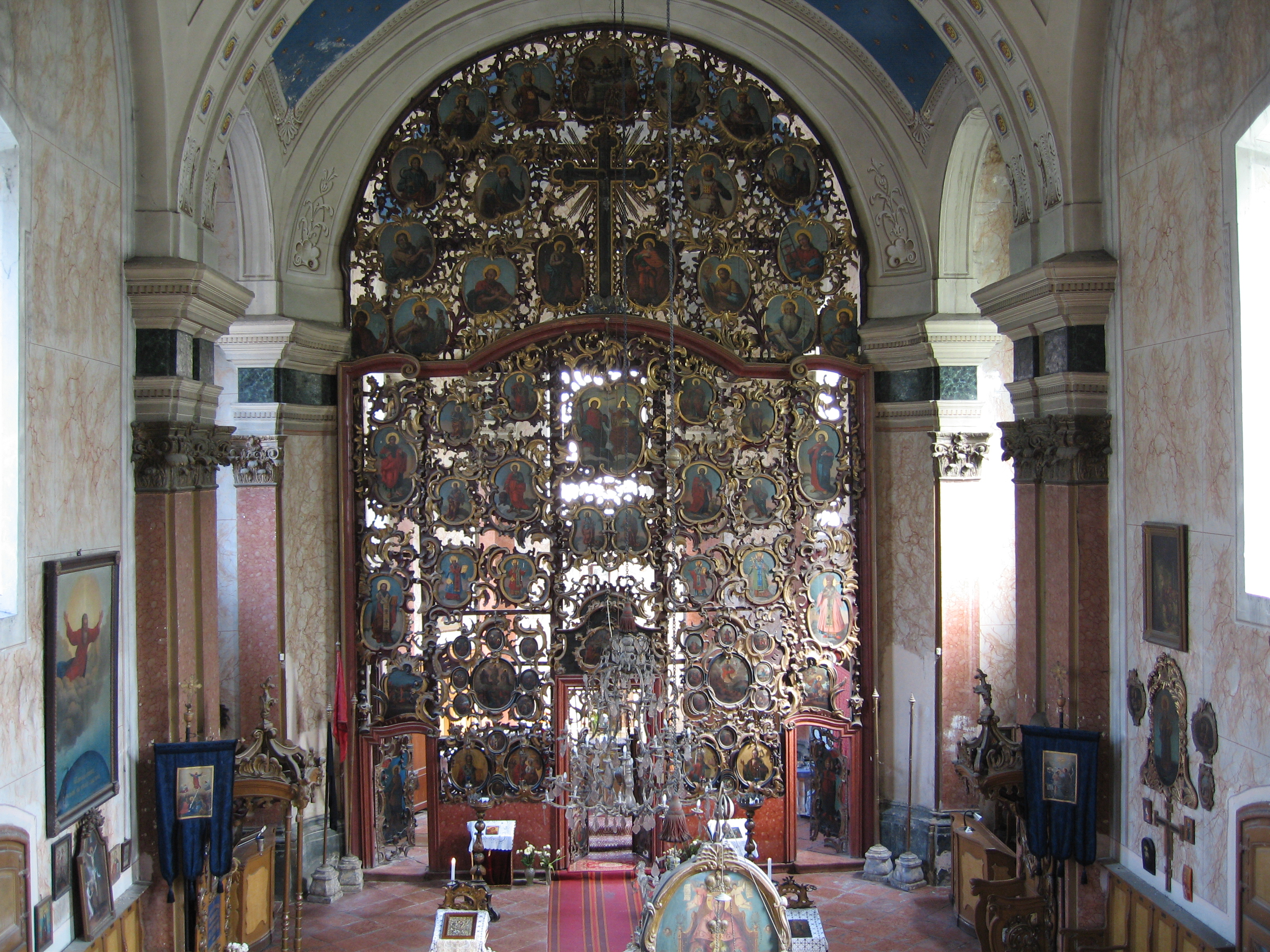
Église orthodoxe serbe de Saint-Nicolas.

Avec ses bâtiments et places historiques, Szeged représente un centre touristique d'importance fréquenté principalement par des touristes européens et américains. La place principale est Széchenyi tér avec l'Hôtel de ville construite dans le style Jugendstil. Cette place est régulièrement utilisée par la ville pour l'organisation d'événements divers. Au sud de Széchenyi tér se situe la Kárász utca, la principale rue commerçante de Szeged, qui aboutit sur Dugonics tér en passant par Klauzál tér. Sur cette dernière se trouve l'un des cafés les plus connus et importants de Szeged : la pâtisserie Virág (Virág-cukrászda). De son balcon fut prononcé le dernier discours en Hongrie de Lajos Kossuth en 1849, avant qu'il ne s'exile. De Dugonics tér le regard se porte sur les fontaines situées au centre de la place et sur le bâtiment administratif de l'Université de Szeged, également érigé dans le style Jugendstil.
Au sud-est de Dugonics tér se trouve la place la plus connue de Szeged : Dóm tér, du nom de la cathédrale de la ville. Cette dernière, plus connue sous le nom  d'Église votive (fogadalmi templom), dont la construction fut décidée par les dirigeants de la ville l'année suivant les grandes inondations, est visible de loin. Lors de sa construction, les murs porteurs de la Tour Demetrius furent découverts. Cette tour peut être visitée depuis sa restauration, et représente le monument le plus ancien de Szeged. La place est encadrée par le Mémorial national (le Panthéon) qui honore des personnages célèbres de la vie publique, politique et scientifique hongroise à travers diverses statues, bustes et tableaux. Une autre particularité est l'horloge musicale située à l'entrée Nord de la place, qui fait retentir ses cloches et activer ses marionnettes quotidiennement vers 12h15 et 16h15 pendant neuf minutes. En été des pièces de la littérature et de l'opéra, ainsi que des soirées folkloriques y sont jouées dans le cadre du théâtre de plein air de Szeged. En face de l'Église votive se trouvent le Palais épiscopal et des bâtiments de l'université. À l'extrémité Nord de Dóm tér se trouve l'église serbo-orthodoxe, construite en 1773–1778. Elle renferme une iconostase rococo de 80 icônes taillée dans du bois de poirier par Jován Popovics.
En direction de la Tisza puis plus au nord vers Belvárosi híd, se situe Roosevelt tér et le musée Ferenc Móra, un peu plus loin se situe le Théâtre national de Szeged.
Szeged compte de nombreux autres monuments historiques, tels la Maison Déry où une exposition permanente présente des œuvres du graphiste János Kass, l'église franciscaine XVe siècle, l'église mineure du XVIIIe siècle, la Nouvelle synagogue de Szeged (selon des plans de Lipót Baumhorn), l'observatoire astronomique, un jardin botanique ainsi qu'un parc animalier.

### Quartiers
| - Szentmihály - Gyálarét - Kiskundorozsma - Iparváros - Kecskéstelep - Klebelsbergtelep | - Alsóváros - Móraváros - Béketelep - Rókus - Makkosház - Baktó | - Tarján - Belváros - Újszeged - Tápé - Petőfitelep - Szőreg |

### Ponts et ouvrages d'art

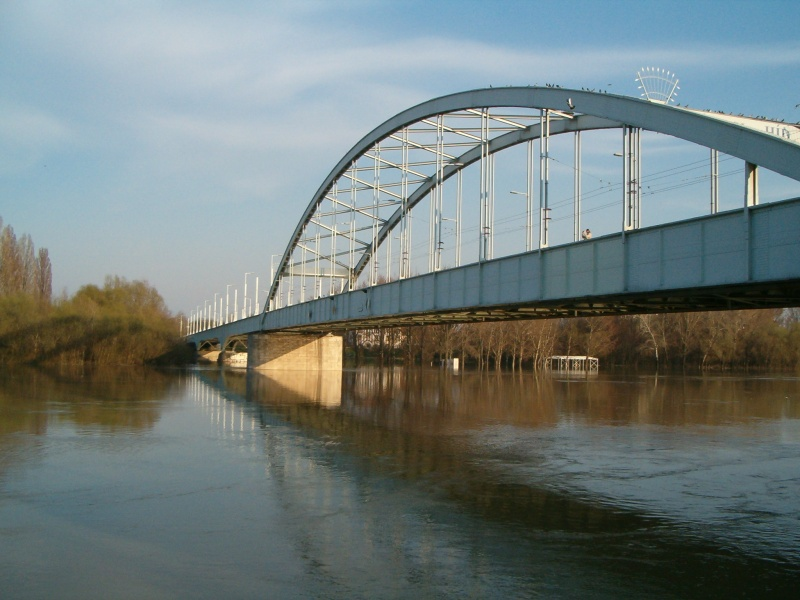

Deux ponts permettent de traverser la Tisza en son centre. Dans la partie Est de la ville le pont Bertalan híd relie Római krt. (körút, donc une des rues servant de rocade) avec Temesvári krt qui se situe dans le centre de la nouvelle ville de Szeged. Près de 500 m à l'ouest se trouve le pont Belvárosi híd qui relie la place Roosevelt tér avec la place Torontál tér du centre ville.
Les deux ponts portent leurs noms actuels depuis une décision prise par la mairie en mai 2001.
Le Szegedi vasúti Tisza-híd, construit en 1858, a été détruit en 1944.

## Médias

### Télévision locale
La ville dispose de Szeged VTV et de Telin TV.

## Tissu associatif

### Clubs et équipements sportifs
- SC Pick Szeged : un des meilleurs club hongrois sur la scène européenne, il a d'ailleurs remporté la Coupe EHF en 2014 ;
- Szeged-Csanád Grosics Akadémia est un club de football fondé par Mgr László Kiss-Rigó, évêque de Szeged-Csanád[6].
- Szeged Vízilabda Egyesület : club de waterpolo qui remporta la LEN Euro Cup en 2009 ;
- Szeviép Szeged : club de basket-ball.

## Cultes

### Judaïsme
La Nouvelle synagogue de Szeged.

## Relations internationales

### Jumelages
La ville de Szeged est jumelée avec :
| Ville | Ville                   | Pays | Pays        | Période                   |
| ----- | ----------------------- | ---- | ----------- | ------------------------- |
|       | Cambridge,              |      | Royaume-Uni | depuis 1987               |
|       | Darmstadt,              |      | Allemagne   | depuis 1990               |
|       | Kotor,                  |      | Monténégro  | depuis 2001               |
|       | Liège,                  |      | Belgique    | depuis 2001               |
|       | Lárnaca (municipalité), |      | Chypre      | depuis le 6 novembre 1993 |
|       | Nice,                   |      | France      | depuis 1969               |
|       | Odessa,                 |      | Ukraine     | depuis 1957               |
|       | Parme,                  |      | Italie      | depuis 1988               |
|       | Pula,                   |      | Croatie     | depuis 2003               |
|       | Rakhiv,                 |      | Ukraine     | depuis 1939               |
|       | Rotterdam               |      | Pays-Bas    |                           |
|       | Subotica,               |      | Serbie      | depuis le 17 juin 1966    |
|       | Săcueni                 |      | Roumanie    |                           |
|       | Timișoara,              |      | Roumanie    | depuis le 27 janvier 1998 |
|       | Toledo,                 |      | États-Unis  | depuis 1990               |
|       | Turku,                  |      | Finlande    | depuis 1971               |
|       | Târgu Mureș,            |      | Roumanie    | depuis 1997               |
|       | Varna                   |      | Bulgarie    |                           |
|       | Weinan,                 |      | Chine       | depuis 1999               |
|       | Łódź,                   |      | Pologne     | depuis le 19 mai 2008     |

## Personnalités liées à la commune
- Gábor Boldoczki, trompettiste hongrois
- Ferenc Fricsay, chef d'orchestre
- János Halász, joueur de basket-ball (1929-2017)
- Károly Józsa, peintre et graveur, né dans cette ville
- Désiré Koranyi, footballeur et entraîneur hongrois puis français y est né
- Francisco Kröpfl, compositeur argentin
- Péter Lékó, joueur d'échecs de niveau mondial
- Joseph-Marie de Lorraine-Vaudémont, frère du prince de Lambesc, mourut en 1812 à Szeged
- Károly Sándor, footballeur international hongrois (1928-2014)

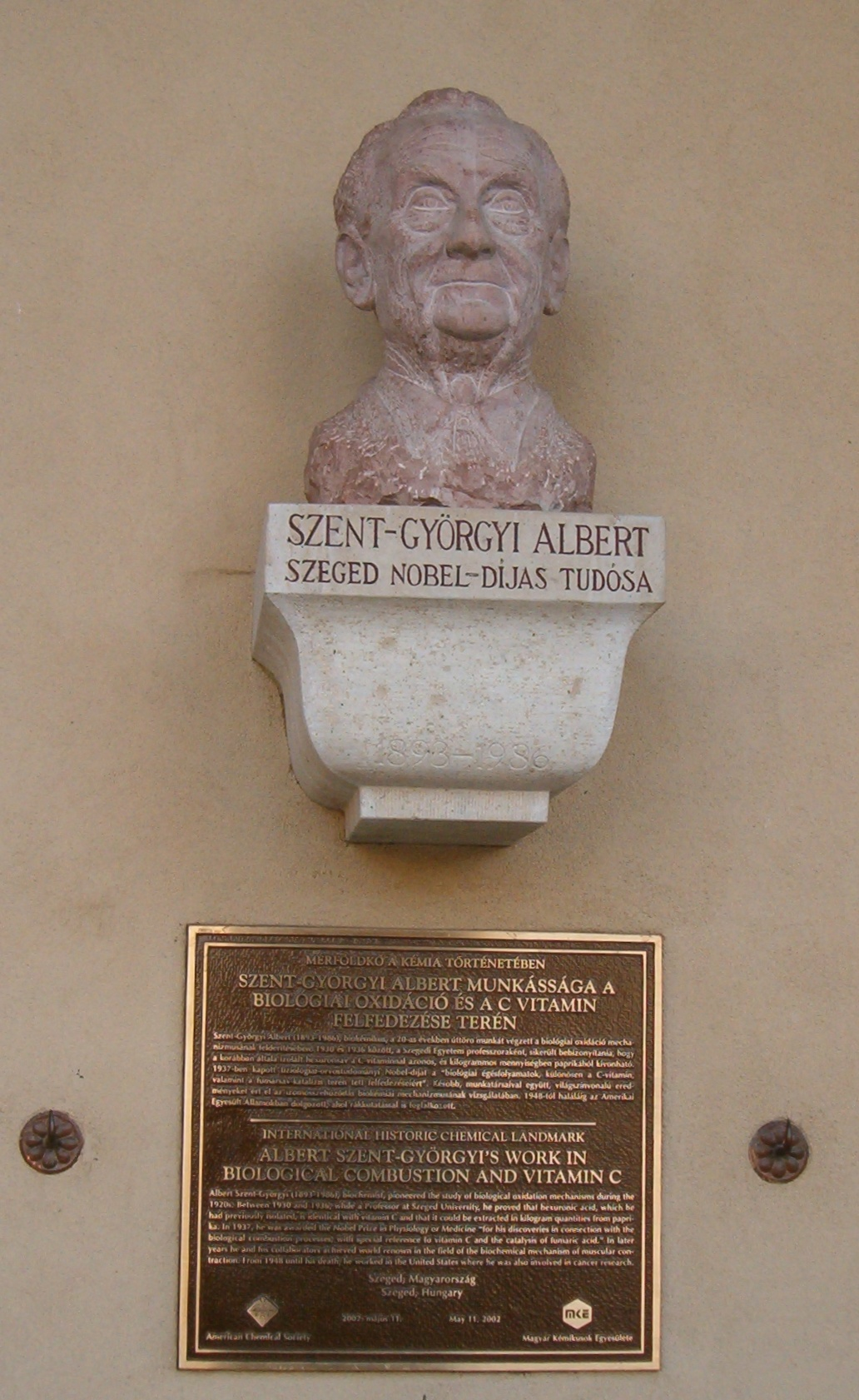
Buste d'Albert Szent-Györgyi sur la place de la cathédrale (Dóm tér) à Szeged.

- György Sebök, grand pianiste et pédagogue hongrois (1922-1999)
- Judit Reigl (1923-2020), peintre, y a passé une partie de son enfance
- Albert Szent-Györgyi est foncièrement lié à l'image de la ville de Szeged, bien qu'il soit né à Budapest. Il représente l'une des personnalités les plus importantes de Szeged, qui emprunta son nom pour l'Universität Szeged Il enseigna plusieurs années durant dans cette Grande École, et occupa également le poste du recteur. Ses découvertes dans le domaine du processus de combustion biologique le firent connaître à l'étranger, en particulier au sujet de l'acide ascorbique (vitamine C) et de la catalyse de l'acide fumarique. Il passe ainsi comme le découvreur de la vitamine C. Il obtint le Prix Nobel de médecine pour ses recherches en 1937
- Vilmos Zsigmond (1930-2016) est l'un des « enfants » moins connus de la ville. Né à Szeged, il y vécut par la suite l'invasion par l'armée rouge en 1956 et la suivit avec son appareil photo. Il s'enfuit plus tard aux États-Unis et y travailla comme chef opérateur dans de nombreux films. Il remporta l'Oscar de la meilleure cinématographie en 1978, pour le film de Steven Spielberg Rencontres du troisième type
- László Hódi (1934-2023), joueur de basket-ball hongrois naturalisé australien, y est né
- István Liptai (1935-2022), basketteur professionnel, y est né également
- Esther Jungreis (1936-2016), chef de file religieuse du judaïsme aux États-Unis
- Adrián Zsolt Annus, lanceur de poids, deuxième aux Championnats Mondiaux d'Athlétisme de Paris en 2003. Annus remporta le titre aux Jeux olympiques d'Athènes en 2004, mais fut disqualifié pour avoir refusé de se présenter au contrôle antidopage
- Balázs Laluska est un handballeur international hongrois, il évolue actuellement au Al-Wasl au Qatar
- Fülöp Kocsis, chef de l'Église grecque-catholique hongroise
- Katalin Novák (1977-), femme politique hongroise
- Bernadett Bódi (9 mars 1986-), handballeuse internationale hongroise
- Szidónia Puhalák (5 juillet 1996-), handballeuse internationale hongroise